# Erzsébet Viski
Erzsébet Viski (Vác, 22 febbraio 1980) è una canoista ungherese.
Ha vinto due medaglie d'argento olimpiche nel K4 500 m e numerosi titoli mondiali.

## Palmarès
- Olimpiadi

Sydney 2000: argento nel K4 500 m.
Atene 2004: argento nel K4 500 m.
- Mondiali

1998: oro nel K4 200 m.
1999: oro nel K4 200 m e K4 500 m.
2001: oro nel K4 200 m e K4 500 m e bronzo nel K2 200 m.
2002: oro nel K4 500 m e bronzo nel K4 1000 m.
2003: oro nel K4 200 m e K4 500 m.
2005: oro nel K4 1000 m e bronzo nel K1 500 m.
- Campionati europei di canoa/kayak sprint

Zagabria 1999: oro nel K4 500 m, argento nel K2 200 m e K4 200 m.
Poznań 2000: oro nel K4 200 m, argento nel K2 1000 m e K4 500 m.
Milano 2001: oro nel K4 200 m e K4 500 m, argento nel K2 200 m.
Seghedino 2002: oro nel K4 500 m e nel K4 1000 m.
Poznań 2004: argento nel K4 200 m e K4 500 m.
Poznań 2005: argento nel K1 500 m e nel K4 200 m.